# Barcode World
Barcode World (バーコードワールド Bākōdo Wārudo?, lit. "El Mundo de Barcode") es un videojuego de Estrategia por Turnos, que fue lanzada por Family Computer, y fue desarrollada por Epoch y publicada por Sunsoft en 18 de diciembre de 1992 solamente en Japón.
- Datos: Q4859992